# In a Tidal Wave of Mystery
In a Tidal Wave of Mystery é o álbum de estreia da dupla estado-unidense de indie-rock Capital Cities, lançado em 4 de junho de 2013, pela Capitol Records.

## Desenvolvimento
A dupla Capital Cities estavam escrevendo jingles para várias empresas, quando de repente decidiu fazer da banda. A dupla, então, escreveu "Safe and Sound" e começou a trabalhar em seu álbum de estreia. O título do álbum vem de uma letra no segundo verso de "Safe and Sound".
Andre 3000 do OutKast, o vocalista Shemika Secrest e Frank Tavares da NPR são destaques na música "Farrah Fawcett Hair". O álbum é produzido e mixado inteiramente pela dupla Merchant e Simonian. A capa do álbum é do artista brasileiro João Lauro Fonte.

## Faixas
Todas as músicas foram escritas, compostas, produzidas e mixadas por Simonian e Merchant.
| N.º            | Título                                                 | Duração |  |
| 1.             | "Safe and Sound"                                       | 3:13    |  |
| 2.             | "Patience Gets Us Nowhere Fast"                        | 3:08    |  |
| 3.             | "Kangaroo Court"                                       | 3:43    |  |
| 4.             | "I Sold My Bed, But Not My Stereo"                     | 3:55    |  |
| 5.             | "Center Stage"                                         | 4:02    |  |
| 6.             | "Farrah Fawcett Hair" (com participação de André 3000) | 3:50    |  |
| 7.             | "Chartreuse"                                           | 3:39    |  |
| 8.             | "Origami"                                              | 3:45    |  |
| 9.             | "Lazy Lies"                                            | 2:57    |  |
| 10.            | "Tell Me How To Live"                                  | 3:24    |  |
| 11.            | "Chasing You" (com participação de Soseh)              | 3:50    |  |
| 12.            | "Love Away"                                            | 3:43    |  |
| Duração total: | Duração total:                                         | 43:45   |  |

## Posições
| Parada (2013)                  | Melhor posição |
| ------------------------------ | -------------- |
| Áustria (Ö3 Austria Top 40)    | 53             |
| Bélgica (Ultratop Flandres)    | 151            |
| Bélgica (Ultratop Valônia)     | 180            |
| Estados Unidos (Billboard 200) | 66             |